# ニッコー観光バス
ニッコー観光バス株式会社（ニッコーかんこうバス）は、東京都品川区に本社を置く観光バス事業者である。2005年から2012年までJ-COACHグループに参加していた。53〜60人の大型バスによる運行が中心で、定期送迎や乗務員派遣なども行っている。車体に手塚治虫がデザインしたカンガルーがあしらわれ、「カンガルーバス」として運行している。もともとは東京都を中心にハイヤー・タクシーを運行する日本交通株式会社の観光バス部門であったが、2005年になって独立したものであり、現在は同社とは資本関係はなく、2012年4月には岡山県を中心にバス・軌道事業を展開している両備グループ傘下となっている。

## 事業所
- 本社・本社営業所
  - 東京都品川区八潮3-2-32
- 千住営業所
  - 東京都足立区千住緑町1-4-16
- 営業部
  - 東京都港区芝浦3-2-16

## 沿革
- 前身である日本交通は、1949年からGHQ（米空軍）の特定バスの運行を行っていたが、当時はバスを所有せず借用により運行していた。これが、1950年に松枝観光自動車商会（埼玉県大宮市）を買収し、1台のバスを引き継ぐ。翌年には大型バス14台を有する日本遊覧自動車（株）を買収し、本格的にバス事業へ進出した。1953年6月になってこれら事業を継承し、日本交通（株）観光部が創設される。
- 日本交通買収時はいすゞ車が主体であったが古くなった車両が多かったため、日本交通の観光バス部門となってからは、早急に新型バスを増強し体質改善を図る。その結果、1955年には保有車の3分の2は日野車になったとのこと。
- 終戦まもなくはGHQ関連の特定バス業務が多かったものを、旅行産業の進展に伴い1957年には「関西名所めぐり観光バスの旅」を実施する。読売新聞社と共催で、東京から南紀・京阪神を一周する長距離バスツアーで、34人の乗客とともに11日間、約2,000kmを無事走破、長距離観光バス旅行の草分け的存在ともなった。

### 日本遊覧自動車株式会社
- 1948年（昭和23年）5月 - 設立。
- 1951年（昭和26年）
  - 6月 - 日本交通が日本遊覧自動車を買収。
  - 7月 - 本社ならびに九段営業所（靖国神社境内）を文京区氷川下町へ移転。

### 日本交通株式会社
- 1953年（昭和28年）
  - 6月 - 日本遊覧自動車の営業を日本交通が譲受し、観光部（小石川営業所）として開設される。。
  - 12月 - 山王下営業所（千代田区永田町）へ移転。
- 1954年（昭和29年）
  - 3月 - 新型ディーゼル車を採用。
  - 7月 - 新型アンダーフロアバスを採用。
- 1956年（昭和31年）1月 - 「伊勢詣で観光バスの旅」出発、長距離観光バス旅行の草分けとなる。
- 1957年（昭和32年）
  - 5月 - 外国人観光用として新大型バス1台を増車。
  - 11月 - 関西への長距離観光バス旅行を実施。
- 1958年（昭和33年）
  - 3月 - 車体色を変更（前部に濃いブルーのストライプが入る）。
  - 11月 - 北陸・中部への長距離観光バス旅行を実施。
- 1959年（昭和34年）
  - 6月 - 近畿・四国への長距離観光バス旅行を実施。
  - 9月 - 東北への長距離観光バス旅行を実施。
- 1960年（昭和35年）7月 - 春日町営業所（文京区春日）へ移転。春日町営業所は、当時としては珍しい2階式車庫で、1階に8台、スロープで登った2階に19台収容できたとのこと。
- 1962年（昭和37年）11月 - 車体色を新デザインに変更する（いわゆる「青帯バス」）。
- 1964年（昭和39年）3月 - バスガイド寮が完成（文京区関口町）。
- 1967年（昭和42年）4月 - 日本テレビNTVニュースフラッシュにおいてCMを放映。
- 1968年（昭和43年）5月 - 皇太子明仁親王の東京ガス豊洲工場見学の際に御料車として使用される。
- 1969年（昭和44年）
  - 1月 - 初代カンガルーバス登場（茶色）。
  - 11月 - 新カンガルーバス登場（ベージュとブルー）。手塚治虫デザインのカンガルーが採用される。
- 1970年（昭和45年）9月 - 観光常盤台営業所（板橋区前野町）へ移転。バスガイド寮も同時に移転。
- 1972年（昭和47年）3月 - カンガルーバスのデザインを一部変更（窓周りのブルーを窓下帯に）。
- 1982年（昭和57年）6月 - 皇太子明仁親王の東京ガス袖ヶ浦工場、東京電力袖ケ浦火力発電所視察の際に御料車として使用される。
- 1984年（昭和59年）5月 - サロンタイプ車両を導入。車体色に「レインボーカラー」を採用。
- 1985年（昭和60年） - つくば科学万博「スーパーシャトルバス」運行事業者として連接バス2台の運行を請け負う。
- 1986年（昭和61年）3月 - ハイデッカータイプのサロンカー（三菱ふそうエアロクイーン）を導入。
- 1990年（平成2年） - 車体色を桜吹雪デザイン（現行）に変更。

### 日本交通観光バス株式会社 →ニッコー観光バス株式会社
- 1998年（平成10年）
  - 4月 - 設立。
  - 6月 - 日本交通の観光バス部門を分社化し、日本交通観光バスに営業を譲渡。
- 2003年（平成15年）3月 - 特定バス事業を廃止。
- 2004年（平成16年）3月 - 日本交通本社内（品川区八潮3-2-34）へ移転。
- 2005年（平成17年）9月 - 日本交通が全株式を（株）ジェイ・コーチへ売却し、日本交通傘下から離れJ-COACHグループに参加。
- 2008年（平成20年）10月 - ニッコー観光バス株式会社へ商号変更。
- 2009年（平成21年）9月 - 本社を品川区八潮3-2-32へ移転。
- 2012年（平成24年）4月 - 全株式を両備ホールディングスへ譲渡し、両備グループ入りする。両備グループ代表の小嶋光信によれば7年前に一度経営譲渡を打診された時には断ったが、東日本大震災の影響で経営が悪化したために再度打診を受け、両備グループも地盤である岡山県地域の減収を首都圏で補う経営シフトを敷くようになったことから譲受を決意したという[3]。
- 2017年（平成29年）4月 - 中国バス（両備グループ）が運行する夜行高速バスドリームスリーパーの運行ルート変更に伴い、神奈川中央交通に代わり運行支援業務を開始する。
- 2022年（令和4年）10月1日 - 千住営業所を開設。

## 車両

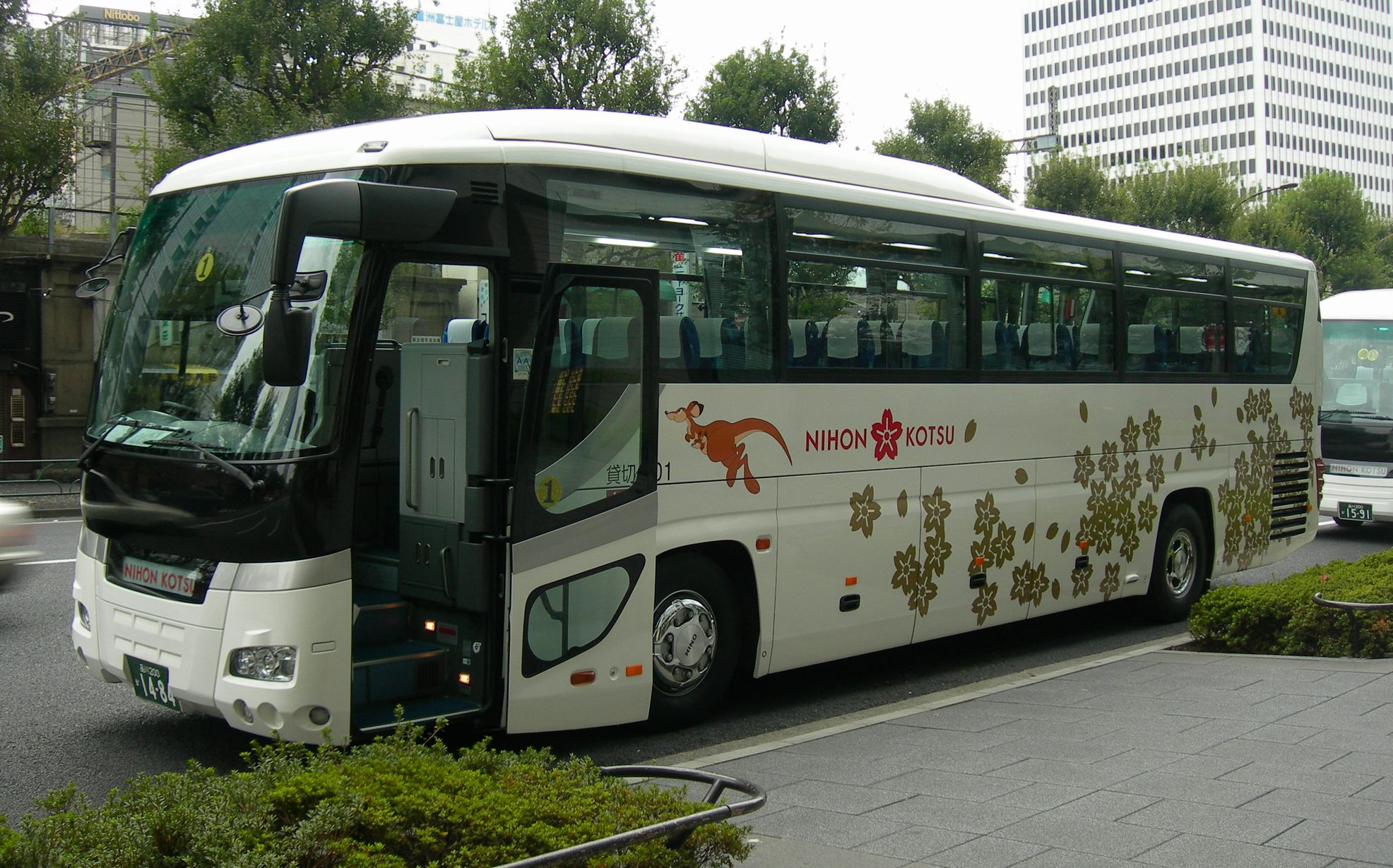
いすゞガーラHD

大型貸切バスは53人乗りの「スーパー・ハイデッカー53」3両、「ハイデッカー53」が21両、57人乗りの「ハイデッカー57」9両、60人乗りの「ハイデッカー60」8両の4タイプ41両が、そのほか企業用送迎バスが中型1両、マイクロ8両在籍しており、全50両を保有する。また、2021年4月より両備バスから「ドリームスリーパー東京大阪号」専用車が転入、ハイグレード貸切車「グレースドリーマー」として運行開始した。2022年7月に両備バスからハイグレード貸切車「Ampiezza（アンピエッツァ）」も移籍した。
大型貸切車の最近の導入傾向としては「ハイデッカー57」のサロンタイプが主流となってきている。
親会社の両備HDが岡山三菱ふそう自動車販売の持株会社でもあり、大型貸切車においては原則的に三菱ふそう車にて代替更新をしている。
保有メーカーは、三菱ふそうの他、日野、いすゞ、トヨタ、日産である。また、過去にはヒュンダイも在籍したが売却された。尚、保有する車両の中には親会社の両備HDから転籍した車両も存在し、一方で両備HD傘下の系列会社へ移籍されていく車両もある。
羽田空港内での業務連絡バス用には、京浜急行バスから引き継いだ日野や自社導入のいすゞ・エルガミオ等を保有する。
2022年10月に千住営業所が開設され、同所の所属車両は足立ナンバーとなっている。

## 車体デザイン
赤帯バス
日本交通の観光部が発足した当時の車体色は、白を基調に窓から上は青、ボディに赤い帯。当時、玩具メーカーから売り出されるほど、注目を浴びたデザインだった。1958年3月からは、前部に濃いブルーのストライプが入るようになった。なお、外国人専用バスは異なる車体色であった。
青帯バス
赤帯バスは他社の路線バスにまでまねたものが多くなったことから、1962年11月に当時の川鍋秋蔵社長のアイデアで、白（後に薄い茶色）を基調に、ボディの上下にハワイアンブルーの帯を流し、片流れの細い帯も巻いたデザインに変更した。車内は渋い朱色のシートで豪華さもアピールした。
カンガルーバス

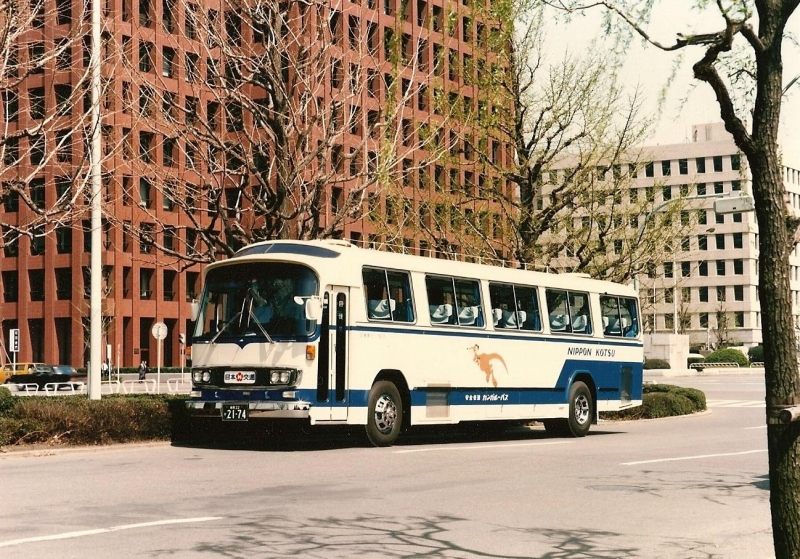
1980年頃のカンガルーバス

- 当時、漫画の主人公を描いたマスコット・バスが評判になっていて、日本交通においてもマスコットを考えることとなったが、大人の団体客に照れくさくないものを目指し、1969年1月に採用。両側面にカンガルーを描き、うす茶色を基調に、象牙色（窓回り）と茶色（車体下部）を配した。
- しかし当初のカンガルーは実写的で練さに欠けるものであったことから、翌年さらに親しみやすいもの目指し、カンガルーのマスコットを手塚治虫に描いてもらったものに変更。同時に車体色もミルキーホワイトにブルーを窓回り・車体下部に配した軽快なものに変更。当初手塚治虫が描いた原画の尻尾は上がっていたものを、当時の川鍋秋蔵社長が「跳躍姿勢では尻尾は下がるはず」とクレームをつけて修正してもらったというエピソードが残っている。
- 1972年3月からは窓回りのブルーを窓下帯に変更した。

レインボーカラー
- 1984年導入の高級サロンタイプ車両には、オレンジ・赤・水色・青の流れるようなラインを配した「レインボーカラー」を採用し、通常車両との差別化を図った。カンガルーのマスコットは引き続き車体側面に描かれる。

さくら吹雪

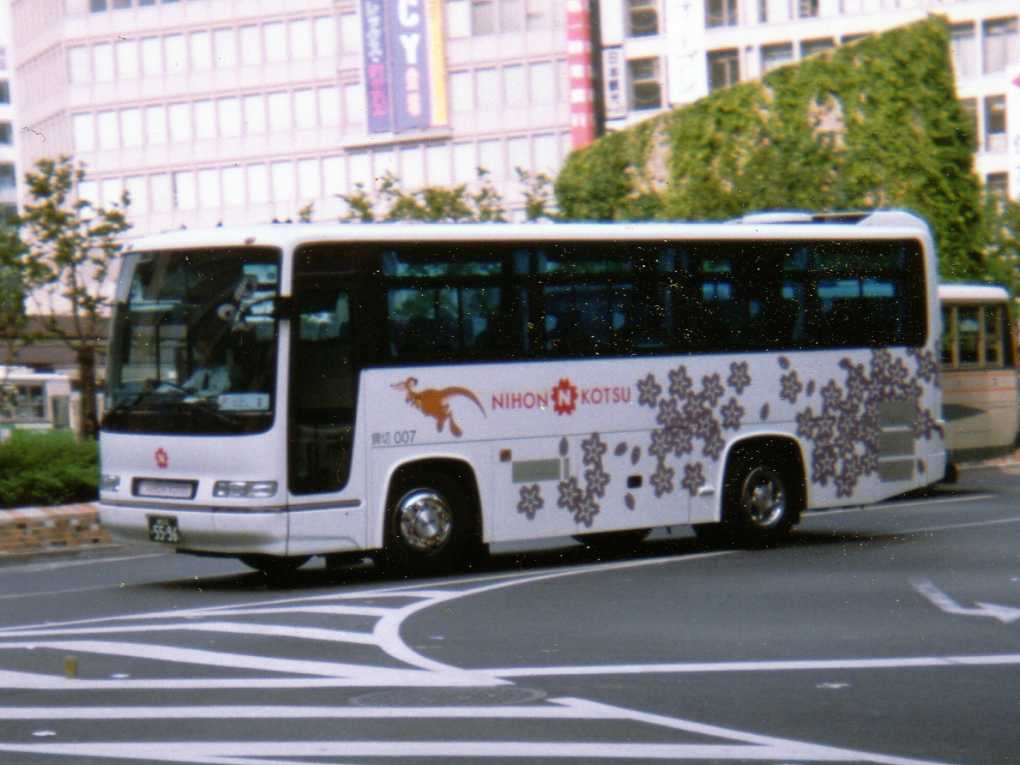
1993年頃のさくら吹雪バス（日野セレガFC）

- 従来のデザインのマンネリ感脱却のために、1990年にさくら吹雪のデザインに変更。当時多用されていたライン・幾何学模様中心のデザインとの差別化を図る目的で、当時の川鍋達朗社長のアイデアで、日本交通のシンボルであった「桜」をモチーフにしたと伝えられている。白い車体に配した花びらは、当初はサロンタイプ車には金色、通常車には銀色を用いていたが、後に金色に統一される。カンガルーのマスコットは継承され、車体両側面前方窓下に描かれている。
- 車体には会社名がローマ字表記され、その間に社章である「桜にN」のマークが記されていたが、J-COACHグループへ売却されたため、2005年10月より、社名の間にあったマークが車体デザインの桜吹雪と同様のもの（色は赤）に変更されている。2008年10月1日の商号変更では、「NIKKO KANKO」のローマ字表記に変更している（フォントはNの折り返し端部の処理を除きフーツラを継続したため日本交通グループのタクシー関連会社等の車体表記と同じフォントである）。両備ホールディングス傘下となってからは、新たに両備グループの共通社章およびCIロゴ「RYOBI GROUP Ryobi」が追加された。
- 日本交通がタクシー車両をトヨタ・ジャパンタクシーに代替するにあたり、今までの一般車と黒タク（当時）の区別を車体色による区別（黄色か黒か）から行灯色による区別（青か金か）に変更した際に金色の「桜にN」の行灯が誕生している。ただし、この行灯自体はグループ内表彰等ですでにトロフィーとして用いられていたものである。

### 特別塗装
夢二バス
両備グループ入り後の2014年に、竹久夢二生誕130年を記念して2台導入された。外装には両備グループが運営する夢二郷土美術館が所蔵する夢二の作品を描き、内装も両備グループデザイン顧問の水戸岡鋭治（九州旅客鉄道などの車両デザインで知られる）が夢二の作品をモチーフにしたデザインになっている。
Grace Dreamer（グレースドリーマー）
親会社の両備ホールディングス大阪支店が保有していた「ドリームスリーパー東京大阪号」専用予備車（三菱ふそう・エアロクイーン）をハイグレード貸切車として導入。ニッコー観光への転籍に際し、車体ロゴの変更及び個室内へのディスプレイ設置が実施されている。1001号車。
Ampiezza（アンピエッツァ）
両備バスより移籍したトイレ付きスーパーハイデッカー3列シート8列の24人席のゆったり仕様のハイグレード貸切車（三菱ふそう・エアロクイーン）。青色ベースの専用塗装を施し、車内は木目の床材を使用し、全席に電動リクライニングを装備する。プラズマクラスター空気清浄機も装備している。2019年度グッドデザイン賞を受賞した。1002号車。

## 乗務員制服
運転手
制服の変遷は日本交通の制服を参照。日本交通では2006年に制服を一新している。同社は2005年に日本交通傘下でなくなっているため、制服は変更されずそのままのデザインで継続されていたが、2017年4月に両備グループ各社と共通デザインのものにリニューアルされた。
バスガイド
古くは不詳であるが、1970年代は赤色を基調とした制服を採用していた。1980年代前半には、ネイビーブルーを基調にベージュのコントラストを付けたものに変更したが、1980年代後半には、薄茶色を基調にしたものへとさらに変更している。1992年からは、再びネイビーブルーを基調にとしたスーツとなった。2017年4月にリニューアルされた。